# Christopher Munthali
Christopher Munthali (n. 2 de febrero de 1991) es un futbolista zambiano que juega en la demarcación de defensa para el Lumwana Radiants FC de la Primera División de Zambia.

## Selección nacional
Debutó como futbolista con la selección de fútbol de Zambia el 14 de julio de 2013 en un partido de cuartos de final de la Copa COSAFA 2013 contra Mozambique. Además disputó la clasificación para el Campeonato Africano de Naciones de 2014, la Copa CECAFA 2013, la Copa Africana de Naciones 2015, la Copa COSAFA 2015 y la clasificación para la Copa Africana de Naciones de 2017.

### Participaciones en torneos internacionales
| Torneo                                  | Sede              | Resultado        |
| --------------------------------------- | ----------------- | ---------------- |
| Copa Africana de Naciones 2015          | Guinea Ecuatorial | Primera fase     |
| Campeonato Africano de Naciones de 2016 | Ruanda            | Cuartos de final |

## Clubes
Actualizado el 20 de junio de 2015
| Club                | País   | Año         | Partidos | Goles |
| ------------------- | ------ | ----------- | -------- | ----- |
| Konkola Blades FC   | Zambia | 2010        |          | 0     |
| Power Dynamos FC    | Zambia | 2011 - 2012 |          | 0     |
| Nkana FC (cedido)   | Zambia | 2013 - 2014 |          | 3     |
| Power Dynamos FC    | Zambia | 2015        |          | 2     |
| Nkana FC            | Zambia | 2016 - 2017 |          | 0     |
| Buildcon FC         | Zambia | 2018 - 2019 |          | 0     |
| Akhaa Ahli Aley FC  | Líbano | 2019        | 1        | 0     |
| Lumwana Radiants FC | Zambia | 2020        |          | 0     |

## Palmarés

### Campeonatos nacionales
| Título                     | Club     | País   | Año  |
| -------------------------- | -------- | ------ | ---- |
| Primera División de Zambia | Nkana FC | Zambia | 2013 |

### Campeonatos internacionales
| Título      | Club                          | País   | Año  |
| ----------- | ----------------------------- | ------ | ---- |
| Copa Cosafa | Selección de fútbol de Zambia | Zambia | 2013 |